# Second Coming
| Críticas profissionais | Críticas profissionais |
| Avaliações da crítica  | Avaliações da crítica  |
| Fonte                  | Avaliação              |
| ---------------------- | ---------------------- |
| Allmusic               | link                   |
| Robert Christgau       | N link                 |
| Rolling Stone          | (Not Rated) link       |

|-
Second Coming é o segundo álbum de estúdio lançado em 5 de dezembro de 1994 no Reino Unido e no começo de 1995 nos Estados Unidos pela banda britânica The Stone Roses. Lançado pela Geffen Records, o lançamento e a crítica a respeito do disco sofreram uma forte influência da expectativa gerada em torno dos mais de cinco anos passados desde o lançamento do disco de estreia da banda, além da falta de apresentações ao vivo por cerca de quatro anos e meio neste período.[carece de fontes?]
O disco foi dedicado a Philip Hall, morto por câncer em 1994.

## Faixas
Todas as faixas escritas e compostas por John Squire. 
| N.º | Título                                                    | Duração |  |
| 1.  | "Breaking Into Heaven"                                    | 11:21   |  |
| 2.  | "Driving South"                                           | 5:09    |  |
| 3.  | "Ten Storey Love Song"                                    | 4:29    |  |
| 4.  | "Daybreak" (Ian Brown, Gary Mounfield, Squire, Alan Wren) | 6:33    |  |
| 5.  | "Your Star Will Shine"                                    | 2:59    |  |
| 6.  | "Straight to the Man" (Brown)                             | 3:15    |  |
| 7.  | "Begging You" (Squire, Brown)                             | 4:56    |  |
| 8.  | "Tightrope"                                               | 4:27    |  |
| 9.  | "Good Times"                                              | 5:40    |  |
| 10. | "Tears"                                                   | 6:50    |  |
| 11. | "How Do You Sleep"                                        | 4:59    |  |
| 12. | "Love Spreads"                                            | 5:46    |  |
| 90. | "secret track" (Brown, Mounfield, Squire, Wren)           | 6:26    |  |

## Créditos
- Ian Brown - Vocais
- John Squire - Guitarras (vocal de apoio na faixa 8)
- Mani - Baixo
- Reni - Bateria, vocal de apoio
- Simon Dawson - Produtor (todas as faixas), engenheiro (faixas 1, 2, 5, 6, 9, 12)
- Paul Schroeder - Produtor (faixas 1, 2, 3, 6, 7, 9, 10, 11), engenheiro (faixas 1, 2, 6, 9)
- John Leckie - Parcialmente responsável pela gravação (faixas 3, 7, 11)
- Mark Tolle - Gravações iniciais (faixas 4, 8, 10)
- Al "Bongo" Shaw - Gravações iniciais (faixas 4, 8, 10)